# Villa Urbahn

Die Villa Urbahn vor der umfassenden Renovierung und Erweiterung

Die Villa Urbahn ist ein ehemaliges Wohn- und Praxisgebäude in Lünen. Sie wurde 1925 errichtet und steht unter Denkmalschutz. Bis 2016 wurde sie von der Arztfamilie Urbahn bewohnt.
Der Entwurf des Gebäudes stammt vom Architekten Anton Huber (1873–1939). Bemerkenswert ist das „runde“ Dach nach Art des sogenannten Zollingerdaches.
Im Jahr 2018 erwarb die Stadt Lünen das unmittelbar neben dem Lüner Rathaus stehende Gebäude. In der ersten Hälfte der 2020er Jahre wurde es umfassend renoviert, saniert und mit einem Anbau versehen. Seit 2025, hundert Jahre nach ihrer Errichtung, beherbergt die Villa das Museum der Stadt Lünen. Sie bietet mehr Platz für die Präsentation der stadtgeschichtlichen Sammlungen als der vorherige Standort des Museums in einem Nebengebäude des Schlosses Schwansbell und soll eine breitere und vielfältigere Darstellung der Lüner und Altlüner Geschichte ermöglichen.
Die Eröffnung des Museums der Stadt Lünen in der umgebauten und erweiterten Villa Urbahn erfolgte am 1. Juli 2025.